# جروم ارسو
جروم ارسو (انگلیسی: Jérôme Erceau؛ زادهٔ ۱۴ ژانویهٔ ۱۹۷۳) بازیکن فوتبال اهل فرانسه است.
از باشگاه‌هایی که در آن بازی کرده‌است می‌توان به باشگاه ورزشی آمیان و باشگاه فوتبال لو مان اشاره کرد.